# 博罗江卡之猫

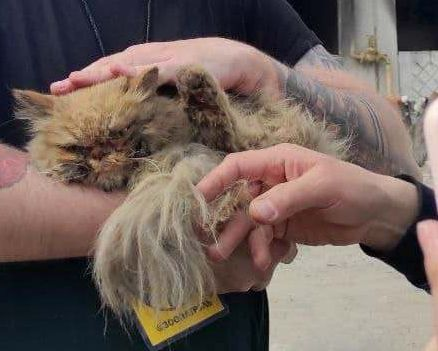
Glory

博罗江卡之猫（烏克蘭語：Кішка з Бородянки），昵称Glory，是一只在俄羅斯入侵烏克蘭期间于基輔州博羅江卡一栋被俄军轰炸的大楼的七楼被救出的雌性家猫，它在那里生活了大约两个月，无水无粮。Glory与子弹和瓦西里基夫陶瓷公鸡都是许多网络迷因的角色，在乌克兰也被认为是“不屈不饶的乌克兰人民对抗俄罗斯入侵者的象征”。

## 经历

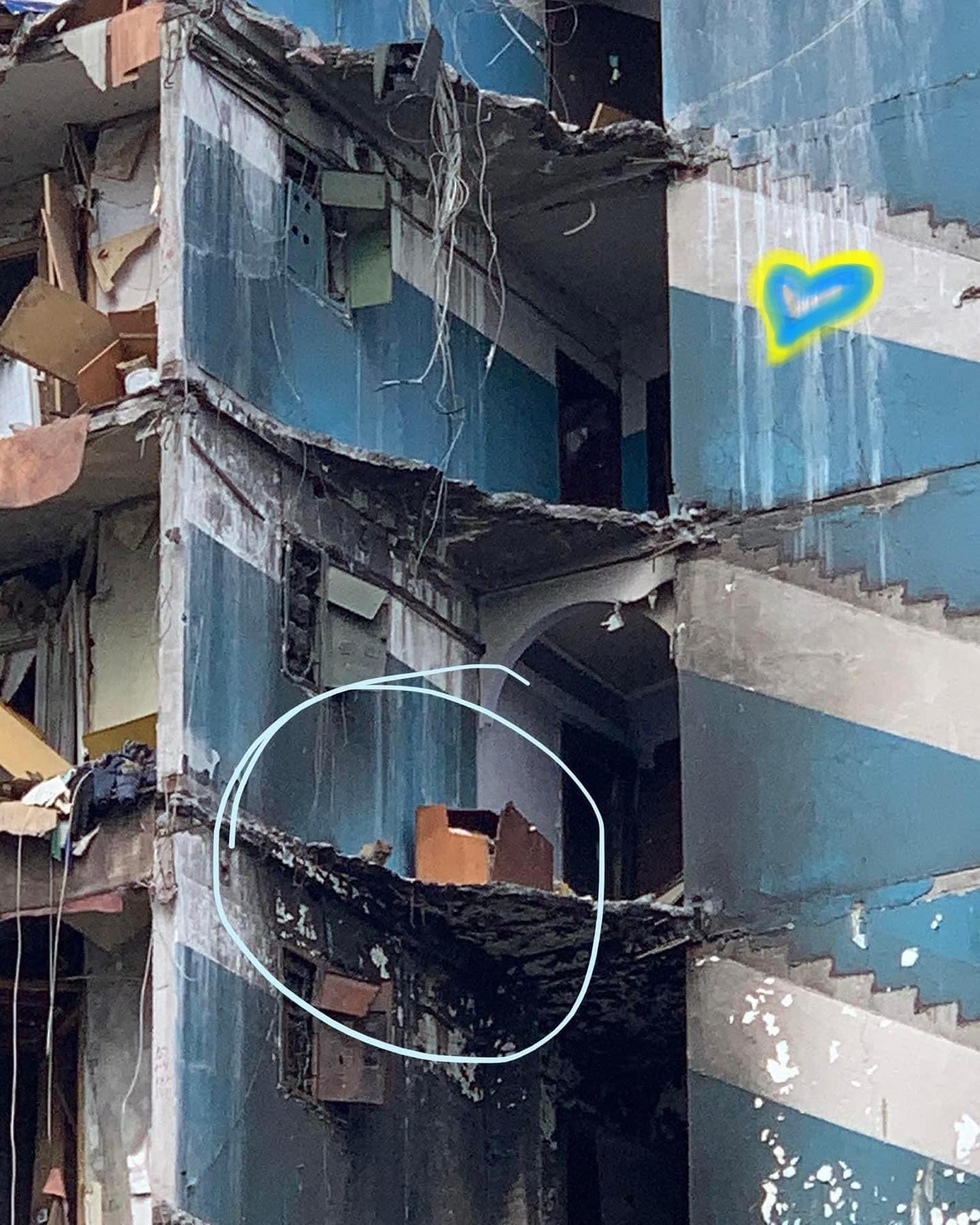
Glory所在的纸箱

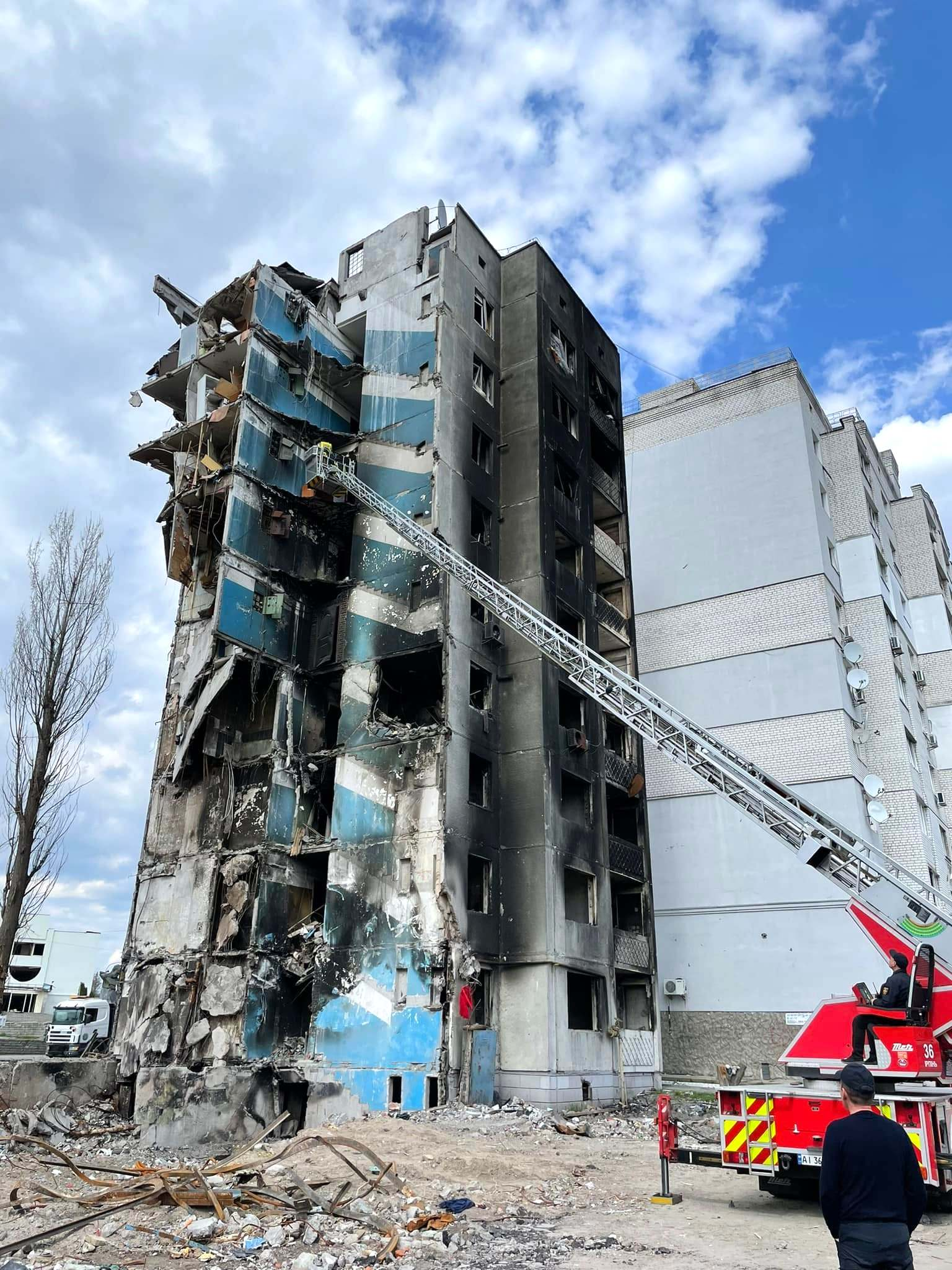
烏克蘭應急部救猫过程

Glory于2010年在博罗江卡出生。2022年2月27日，俄羅斯入侵烏克蘭期间，它主人一家去探望父母，但因俄军对博罗江卡的连续轰炸而无法回家。3月初，他们的房子被炸毁。
2022年5月2日，乌克兰的动保组织“Zoopatrol”的志工称，他们与国家紧急服务部门的员工一起救出了一只在博罗江卡一栋破旧高层建筑七楼被发现的猫。这只猫在被毁的建筑物里度过了两个多月，奇迹般地活了下来。他们将这只猫送往兽医诊所并起名Shafa，发现它没有生命危险。
这只猫在被救后成为了许多网络迷因的角色。它的脸上总是带着愤怒的表情，这是许多波斯貓的特征。一些社交媒体用户认为，這個表情符合乌克兰人对俄罗斯人的仇恨和愤怒态度。由于相似的面部表情，它经常被称为乌克兰版不爽猫。
一段时间后，被毁房屋的原居民告诉志愿者，这只猫的名字实际上叫Glory且有主人，但原主未能找到Glory。之后，它被归还给了原主。